# David Hofstein
David Naumowitsch Hofstein (russisch Давид Наумович Гофштейн; * 25. Julijul. / 6. August 1889greg. in Korostischew, Gouvernement Kiew; † 12. August 1952 in Moskau, Sowjetunion) war ein sowjetischer Schriftsteller. Er gilt als einer der bedeutendsten Vertreter der jiddischen Lyrik der Zeit nach dem Ersten Weltkrieg und veröffentlichte mehrere Gedichtbände, Theaterstücke sowie Übersetzungen aus dem Russischen und Ukrainischen und war auch Redakteur verschiedener literarischer Sammelbücher und Publikationen (u. a. der in Moskau herausgegebenen jiddischen Monatshefte unter dem Titel  Der shtrom (Der Strom), der letzten freien jiddischen Publikation der Sowjetunion).

## Leben
Bis zum 17. Lebensjahr studierte Hofstein den Talmud und hebräische Literatur, anschließend Naturwissenschaften, bevor er sich auf eine Reise in den Kaukasus begab. Daran schloss sich ein Studium am psychoneurologischen Institut in Sankt Petersburg und schließlich ein Studium an der Handelshochschule in Kiew an.
Als Neunzehnjähriger schrieb er Lieder in Hebräisch, später in Ukrainisch und Russisch. Nach der Oktoberrevolution, die er begeistert begrüßte und unterstützte, schrieb er zunächst ausschließlich in Jiddisch und gehörte zu den bekanntesten und geschätztesten Mitgliedern der so genannten Kiewer Gruppe und der Kulturliga.
Die Mitunterzeichnung eines Aufrufs gegen die Verfolgung der hebräischen Sprache in Sowjetrussland und der sich daraus ergebende Konflikt mit den jüdischen Kommunisten zwang ihn vorübergehend zum Verlassen der Sowjetunion. So lebte er 1922 als freier Schriftsteller in Berlin, seit 1923 in Palästina als Mitarbeiter an hebräischen Journalen, schrieb dort aber auch verschiedene Dramen.
1926 kehrte er nach Kiew zurück, war in der Folge aber gezwungen, für die Kommunistische Partei glorifizierende Gedichte zu schreiben. Er besang den Kommunismus und seine Errungenschaften, den Führer Stalin, die kommunistischen Symbole Hammer und Sichel usw.
Die Gründung des Staates Israel wurde von ihm freudig begrüßt. Noch im selben Jahr, als Stalin seine ursprüngliche Unterstützung für Israel revidierte, wurde David Hofstein, gemeinsam mit Kwitko, Markisch und anderen Mitgliedern des Jüdischen Antifaschistischen Komitees, verhaftet, zunächst nach Moskau, dann nach Sibirien deportiert, um dann 1952, wie viele weitere hervorragende Exponenten der jiddischen Kunst und Kultur, ein Opfer der stalinistischen Säuberungen zu werden. Er wurde in der „Nacht der ermordeten Dichter“ vom 12. auf den 13. August 1952 in der Lubjanka in Moskau exekutiert.
Nach Stalins Tod wurde David Hofstein rehabilitiert, eine Auswahlausgabe seiner Werke in russischer Übersetzung erschien 1958.

## Werke (Auswahl)
- Zwischen 1911 und 1919 erschienen die Zyklen Felder; Berge; Wald; Schnee (allesamt idyllische Naturgesänge)
- Beim Weg, Kiew 1919 (Liedersammlung)
- Rotes Blut, Kiew 1920 (Liedersammlung)
- Kinderjahre, Kiew 1920 (Prosaband)
- Sonnenschleifen, Kiew 1921 (Liedersammlung)
- Trauer, Kiew 1922 (Liedersammlung)
- Strassensteine, Kiew 1922 (Liedersammlung)
- In der Wandtafel, Berlin 1923 (Liedersammlung)
- Gesammelte Werke, 1923 (nur der 1., Hofsteins Lyrik enthaltende Band dieser Prachtausgabe ist erschienen)
- Scha'ul, der lezter Meilech fun Jisruel, 1924 („Saul, letzter König Israels“, dramatisches Poem)
- Meschiechs Zaitn, 1925 („Messianische Zeiten“, expressionistisches Drama)
- Lider, 1935 (autobiographische Beschreibung seines Weges von der religiösen Jugendzeit bis zum kämpferischen Marxisten)